# Seko Fofana
Pour les articles homonymes, voir Fofana.
Seko Fofana, né le 7 mai 1995 à Paris, est un footballeur international ivoirien qui évolue au poste de milieu de terrain au Stade rennais FC.

## Biographie

### En club

#### Paris FC et FC Lorient
Né de parents ivoiriens, Seko Fofana grandit dans le quartier des Rigoles dans le 20e arrondissement de Paris. Son premier club formateur est le Paris FC avec lequel il joue dès l'âge de 9 ans, Il effectue six saisons avec le club parisien. En 2010, il intègre le centre de formation du FC Lorient où il défend les couleurs bretonnes pendant trois saisons entraîné par Julien Stéphan. Il joue notamment en équipe jeune avec Mario Lemina.

#### Manchester City
Seko Fofana rejoint Manchester City en janvier 2013, à l'âge de dix-sept ans. Il intègre donc l'académie des Citizens sous les ordres de Patrick Vieira. Jamais utilisé par Manuel Pellegrini, il effectue toutefois de nombreux entraînements avec l'équipe première au côté de Yaya Touré, Samir Nasri, David Silva, Sergio Agüero ou encore Carlos Tévez.
En manque de temps de jeu, il est prêté dès sa première année en EFL Championship au sein du Fulham FC.

##### Prêt au Fulham FC
Le 27 novembre 2014, après un an avec l'équipe réserve du club anglais, Seko Fofana est prêté au Fulham FC pour un prêt de deux mois, reconduit ensuite jusqu'à la fin de la saison. Deux jours plus tard, il joue son premier match professionnel en EFL Championship sur la pelouse de Brighton & Hove Albion. Les Cottagers s'imposent sur le score de 2-1. Il inscrit le premier but de sa carrière professionnelle en mars 2015, lors d'un match contre Huddersfield Town. Il joue une vingtaine de matchs pour sa première saison.

##### Prêt au SC Bastia
Durant l'été 2015, en quête de temps de jeu, Seko Fofana rejoint le SC Bastia, en Ligue 1,. Le 8 août 2015, il dispute son premier match avec le club corse au stade Armand-Cesari contre le Stade rennais FC soldé par une victoire 2-1. Il marque son premier et unique but avec le club corse lors d'une victoire à domicile 1-0 contre l'ESTAC Troyes. Trois journées de championnat plus tard, Seko Fofana se voit sanctionné de trois matchs de suspensions pour avoir frappé d'un coup de tête Jonas Martin, milieu de terrain du Montpellier HSC.

#### Udinese Calcio
En juin 2016, le milieu de terrain rejoint l'Udinese Calcio en Serie A, avec un contrat d'une durée de cinq ans.
Le 20 août 2016, il dispute son premier match avec le club italien, lors d'une rencontre au stade olympique de Rome face à l'AS Roma comptant pour la Serie A. Le club d'Udine s'incline lourdement sur un score de quatre buts à zéro.
Le 27 octobre 2016, il marque ses deux premiers buts en championnat face au Delfino Pescara, et permet à son club de s'imposer sur le score de trois buts à un. Sa montée en puissance, fait de lui un élément clé du club italien qui lui permet notamment de devenir le capitaine de l'Udinese Calcio lors de la saison 2019-2020.
En juillet 2020, alors que le championnat a repris après la pandémie de Covid-19, il marque un but spectaculaire face à la Juventus FC, qui ponctue une excellente saison de sa part (3 buts et 7 passes décisives en 32 matchs).

#### RC Lens

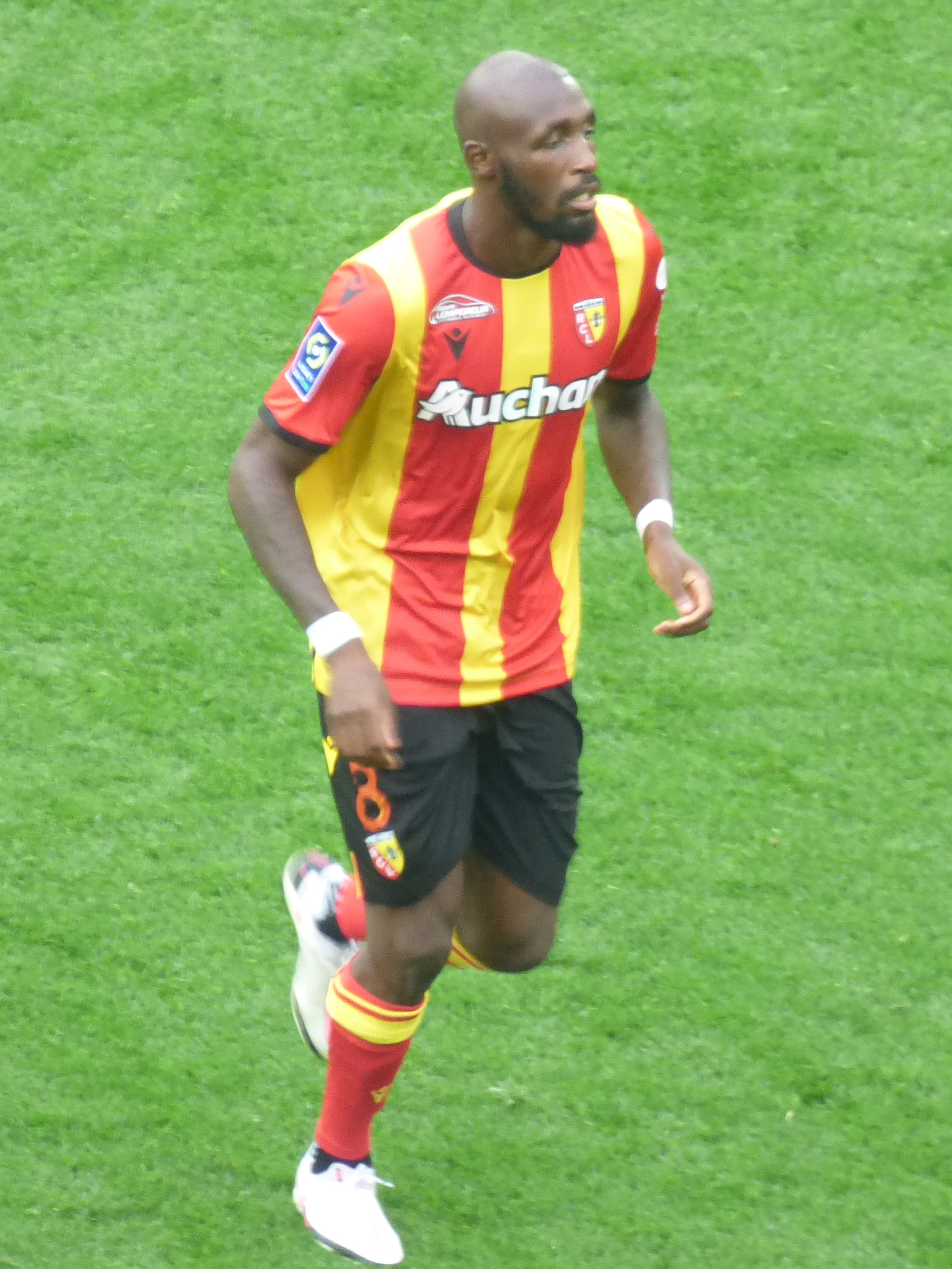
Seko Fofana sous les couleurs du RC Lens lors d'un match contre le FC Girondins de Bordeaux (2020).

Le 18 août 2020, Seko Fofana signe un contrat pour quatre ans avec le RC Lens pour un montant de 10 millions d'euros (8,5 M€ + 1,5 M€) devenant ainsi l'achat le plus cher de l'histoire du club,,.
Le 19 septembre 2020, Seko Fofana dispute son premier match contre le FC Girondins de Bordeaux au stade Bollaert-Delelis soldé par une victoire deux buts à un. Gêné par des problèmes musculaires, il n'enchaîne les matchs qu'à partir du mois de novembre 2020. Il est l'un des acteurs majeurs de cette première saison surprenante des Lensois dans l'élite où le club nordiste finit à la septième place du classement. Sur le plan individuel, il dispute 32 matchs pour deux buts.
La saison suivante, Seko Fofana franchit un cap et devient vice-capitaine. S'il n'est pas officiellement le capitaine du club artésien contrairement à Yannick Cahuzac, il est celui qui porte le plus souvent le brassard du fait de la présence quasi systématique du milieu corse sur le banc. Durant cette compétition, le milieu de terrain brille de par ses percées, ses passes décisives et surtout ses buts cruciaux en fin de matchs (face au FC Lorient, à l'AS Saint-Étienne, le FC Girondins de Bordeaux, le Stade de Reims). Il est également l'auteur d'une très belle prestation lors du match nul à domicile face au Paris Saint-Germain notamment récompensé par un but trompant Keylor Navas.
Les Lensois finissent de nouveau, aux portes de l'Europe en terminant à la septième place. En Coupe de France, il endosse de nouveau le rôle de héros dans le derby face au LOSC Lille, en égalisant dans un premier en temps en toute fin de match avant d'inscrire le but victorieux lors de la séance de tirs au but. Il marque dix buts lors de cette saison 2021-2022. Durant cette saison, Seko Fofana explose et devient le véritable leader du RC Lens avec qui il dispute toutes les rencontres de championnat et de coupe soit un total de 41 matchs pour 10 buts. Avec son coéquipier Jonathan Clauss, il fait partie de L'équipe type de la saison des Trophées UNFP.
La saison 2022-2023 débute sur les chapeaux de roues pour le RC Lens et Seko Fofana qui marque à deux reprises pour des victoires contre l'AS Monaco (1-4) puis contre le Stade rennais FC (2-1), deux concurrents directs annoncés pour l'Europe. Dans la foulée, le capitaine lensois se blesse et peine à retrouver son meilleur niveau alternant le bon et le moins bon. Il retrouve le chemin des filets au mois de novembre et une victoire contre le Clermont Foot à Bollaert (2-1). Si Lens piétine au mois de février avec quatre nuls et deux défaites en sept matchs, ils redressent la barre en enchainant onze victoires sur les douze derniers matchs de la saison, Fofana marquant des buts cruciaux lors de trois matchs consécutifs dans la dernière ligne droite contre l'Olympique de Marseille (2-1), le Stade de Reims (2-1) et le FC Lorient (1-3).
Pour sa troisième saison dans l'Artois, le RC Lens termine deuxième à un point du champion et se qualifie directement pour la Ligue des champions, 20 ans après sa dernière participation. Le capitaine nordiste aura pour sa part disputé 39 matchs cette saison pour 9 buts et 6 passes décisives. Sa très bonne saison est récompensée par sa nomination dans les cinq joueurs pour le titre de Meilleur joueur de la saison aux côtés de Kylian Mbappé, Lionel Messi, Jonathan David et son coéquipier Loïs Openda lors des Trophées UNFP et son élection, pour la deuxième saison consécutive, parmi les joueurs qui composent L'équipe type de la saison aux côtés notamment de ses coéquipiers Loïs Openda, Brice Samba et Kevin Danso.
Le 18 juillet 2023, Seko Fofana quitte le club des Sang et Or et en devient actionnaire,,.

#### Al-Nassr FC
Le 18 juillet 2023, Seko Fofana rejoint le club saoudien du Al-Nassr FC contre une indemnité estimée à environ 19 millions d'euros pour le RC Lens, soit la deuxième plus grosse vente de l'histoire des Sang et Or, quelques jours après le record de la vente de Loïs Openda,,.

##### Prêt au Al-Ettifaq FC
Le 31 janvier 2024, lors de la dernière journée de mercato en Arabie Saoudite et alors qu'il est présent à la CAN 2024 avec la Côte d'Ivoire qui se déroule dans son pays, il est prêté au Al-Ettifaq FC pour 6 mois dans le but de remplacer Jordan Henderson qui a rejoint l'Ajax Amsterdam,,. Le joueur délègue alors sa signature de contrat depuis la Côte d'Ivoire. L'Al-Nassr FC le faisant partir pour intégrer le gardien colombien David Ospina après une longue blessure et de la règle extra-communautaire de la Saudi Pro League.
Le 17 août 2024, il est de nouveau prêté au Al-Ettifaq FC,.

#### Stade rennais FC
Le 1er janvier 2025, un an et demi après son départ en Arabie saoudite, Seko Fofana revient en Ligue 1 en s'engageant avec le Stade rennais FC,,. Il y signe un contrat de quatre ans contre une indemnité de transfert de 20 millions d'euros versée au Al-Nassr FC,,. Il choisit de porter le no 75 en référence au département et à la ville de Paris, le même que lors de son passage au Al-Nassr FC et au Al-Ettifaq FC.
Le 3 janvier 2025, il dispute son premier match avec les Rouge et Noir lors d'un match de championnat à l'extérieur contre l'OGC Nice (défaite, 3-2). Le 23 janvier 2025, à la suite du départ en prêt de Baptiste Santamaria à l'OGC Nice, le club annonce que le milieu ivoirien récupère le no 8 et qu'il le portera jusqu'à la fin de la saison. Le 2 mars 2025, il inscrit son premier but lors d'un match de championnat contre le Montpellier HSC (victoire, 0-4),.

### En sélection nationale
Après avoir évolué au sein de toutes les équipes de jeunes de l'équipe de France de football, Seko Fofana choisit de jouer en sélection A de Côte d'Ivoire,,.
Le 11 novembre 2017, Seko Fofana dispute son premier match avec Les Éléphants face au Maroc, se terminant sur une défaite 2-0. Le 10 septembre 2019, il inscrit son premier but international face à la Tunisie en match amical. Les Ivoiriens s'imposent 2-1.
Le 28 décembre 2023, il est retenu dans la liste des vingt-sept joueurs ivoiriens sélectionnés par Jean-Louis Gasset pour disputer la Coupe d'Afrique des nations 2023 en Côte d'Ivoire. Le 11 février 2024, Seko Fofana remporte son premier titre de la Coupe d'Afrique des nations avec l'équipe nationale de Côte d'Ivoire,,.

## Statistiques

### En club
| Saison                | Club                  | Championnat           | Championnat | Championnat | Championnat | Coupe(s) nationale(s) | Coupe(s) nationale(s) | Coupe(s) nationale(s) | Compétition(s) continentale(s) | Compétition(s) continentale(s) | Compétition(s) continentale(s) | Compétition(s) continentale(s) | Total | Total | Total |
| Saison                | Club                  | Division              | M.          | B.          | P.d.        | M.                    | B.                    | P.d.                  | Comp.                          | M.                             | B.                             | P.d.                           | M.    | B.    | P.d.  |
| 2014-2015             | Fulham FC (prêt)      | Championship          | 21          | 1           | 0           | 4                     | 0                     | 0                     | -                              | -                              | -                              | -                              | 25    | 1     | 0     |
| 2015-2016             | SC Bastia (prêt)      | Ligue 1               | 32          | 1           | 2           | 1                     | 0                     | 0                     | -                              | -                              | -                              | -                              | 33    | 1     | 2     |
| 2016-2017             | Udinese Calcio        | Serie A               | 22          | 5           | 1           | 1                     | 0                     | 0                     | -                              | -                              | -                              | -                              | 23    | 5     | 1     |
| 2017-2018             | Udinese Calcio        | Serie A               | 27          | 3           | 0           | 2                     | 0                     | 0                     | -                              | -                              | -                              | -                              | 29    | 3     | 0     |
| 2018-2019             | Udinese Calcio        | Serie A               | 31          | 2           | 3           | 1                     | 0                     | 0                     | -                              | -                              | -                              | -                              | 32    | 2     | 3     |
| 2019-2020             | Udinese Calcio        | Serie A               | 32          | 3           | 7           | 3                     | 0                     | 1                     | -                              | -                              | -                              | -                              | 35    | 3     | 8     |
| Sous-total            | Sous-total            | Sous-total            | 112         | 13          | 11          | 7                     | 0                     | 1                     | -                              | -                              | -                              | -                              | 119   | 13    | 12    |
| 2020-2021             | RC Lens               | Ligue 1               | 30          | 2           | 4           | 2                     | 0                     | 0                     | -                              | -                              | -                              | -                              | 32    | 2     | 4     |
| 2021-2022             | RC Lens               | Ligue 1               | 38          | 8           | 1           | 3                     | 2                     | 1                     | -                              | -                              | -                              | -                              | 41    | 10    | 2     |
| 2022-2023             | RC Lens               | Ligue 1               | 35          | 7           | 5           | 4                     | 2                     | 1                     | -                              | -                              | -                              | -                              | 39    | 9     | 6     |
| Sous-total            | Sous-total            | Sous-total            | 103         | 17          | 10          | 9                     | 4                     | 2                     | -                              | -                              | -                              | -                              | 112   | 21    | 12    |
| 2023-2024             | Al-Nassr FC           | SPL                   | 14          | 0           | 1           | 3                     | 2                     | 0                     | ACL                            | 2                              | 0                              | 0                              | 19    | 2     | 1     |
| 2023-2024             | Al-Ettifaq FC (prêt)  | SPL                   | 14          | 2           | 2           | -                     | -                     | -                     | -                              | -                              | -                              | -                              | 14    | 2     | 2     |
| 2024-2025             | Al-Ettifaq FC (prêt)  | SPL                   | 13          | 0           | 0           | 2                     | 0                     | 0                     | -                              | -                              | -                              | -                              | 15    | 0     | 0     |
| Sous-total            | Sous-total            | Sous-total            | 27          | 2           | 2           | 2                     | 0                     | 0                     | -                              | -                              | -                              | -                              | 29    | 2     | 2     |
| 2024-2025             | Stade rennais FC      | Ligue 1               | 16          | 1           | 1           | 1                     | 0                     | 0                     | -                              | -                              | -                              | -                              | 17    | 1     | 1     |
| 2025-2026             | Stade rennais FC      | Ligue 1               | 1           | 0           | 0           | -                     | -                     | -                     | -                              | -                              | -                              | -                              | 1     | 0     | 0     |
| Sous-total            | Sous-total            | Sous-total            | 17          | 1           | 1           | 1                     | 0                     | 0                     | -                              | -                              | -                              | -                              | 18    | 1     | 1     |
| Total sur la carrière | Total sur la carrière | Total sur la carrière | 326         | 35          | 27          | 27                    | 6                     | 3                     | -                              | 2                              | 0                              | 0                              | 355   | 41    | 30    |

### En sélection nationale
| Années                | Sélection             | Phases finales        | Phases finales | Phases finales | Phases finales | Éliminatoires | Éliminatoires | Éliminatoires | Éliminatoires | Amicaux | Amicaux | Amicaux | Total | Total | Total |
| Années                | Sélection             | Comp.                 | M.             | B.             | P.d.           | Comp.         | M.            | B.            | P.d.          | M.      | B.      | P.d.    | M.    | B.    | P.d.  |
| --------------------- | --------------------- | --------------------- | -------------- | -------------- | -------------- | ------------- | ------------- | ------------- | ------------- | ------- | ------- | ------- | ----- | ----- | ----- |
| 2017                  | Côte d'Ivoire         | Coupe d'Afrique 2017  | -              | -              | -              | CdM 2018      | 1             | 0             | 0             | -       | -       | -       | 1     | 0     | 0     |
| 2018                  | Côte d'Ivoire         | Coupe du monde 2018   | -              | -              | -              | CAN 2019      | -             | -             | -             | -       | -       | -       | 0     | 0     | 0     |
| 2019                  | Côte d'Ivoire         | Coupe d'Afrique 2019  | -              | -              | -              | CAN 2019      | -             | -             | -             | 3       | 1       | 0       | 5     | 1     | 0     |
| 2019                  | Côte d'Ivoire         | Coupe d'Afrique 2019  | -              | -              | -              | CAN 2021      | 2             | 0             | 0             | 3       | 1       | 0       | 5     | 1     | 0     |
| 2020                  | Côte d'Ivoire         | -                     | -              | -              | -              | CAN 2021      | -             | -             | -             | -       | -       | -       | 0     | 0     | 0     |
| 2021                  | Côte d'Ivoire         | -                     | -              | -              | -              | CAN 2021      | -             | -             | -             | -       | -       | -       | 0     | 0     | 0     |
| 2021                  | Côte d'Ivoire         | -                     | -              | -              | -              | CdM 2022      | -             | -             | -             | -       | -       | -       | 0     | 0     | 0     |
| 2022                  | Côte d'Ivoire         | Coupe d'Afrique 2021  | -              | -              | -              | CAN 2023      | -             | -             | -             | 2       | 2       | 0       | 2     | 2     | 0     |
| 2022                  | Côte d'Ivoire         | Coupe du monde 2022   | -              | -              | -              | CAN 2023      | -             | -             | -             | 2       | 2       | 0       | 2     | 2     | 0     |
| 2023                  | Côte d'Ivoire         | -                     | -              | -              | -              | CAN 2023      | -             | -             | -             | 2       | 0       | 0       | 4     | 2     | 1     |
| 2023                  | Côte d'Ivoire         | -                     | -              | -              | -              | CdM 2026      | 2             | 2             | 1             | 2       | 0       | 0       | 4     | 2     | 1     |
| 2024                  | Côte d'Ivoire         | Coupe d'Afrique 2023  | 7              | 1              | 1              | CdM 2026      | 2             | 1             | 0             | 1       | 0       | 1       | 13    | 2     | 3     |
| 2024                  | Côte d'Ivoire         | Coupe d'Afrique 2023  | 7              | 1              | 1              | CAN 2025      | 3             | 0             | 1             | 1       | 0       | 1       | 13    | 2     | 3     |
| Total sur la carrière | Total sur la carrière | Total sur la carrière | 7              | 1              | 1              | -             | 10            | 3             | 2             | 8       | 3       | 1       | 25    | 7     | 4     |

#### Matchs internationaux
Le tableau suivant liste les rencontres de l'équipe de Côte d'Ivoire dans lesquelles Seko Fofana a été sélectionné depuis le 11 novembre 2017 jusqu'à présent :

#### Buts internationaux
| Buts internationaux de Seko Fofana | Buts internationaux de Seko Fofana | Buts internationaux de Seko Fofana  | Buts internationaux de Seko Fofana | Buts internationaux de Seko Fofana | Buts internationaux de Seko Fofana | Buts internationaux de Seko Fofana | Buts internationaux de Seko Fofana | Buts internationaux de Seko Fofana |
| 0                                  | Date                               | Lieu                                | Compétition                        | Résultat                           | Adversaire                         | Détail                             | Détail                             | Sél.                               |
| ---------------------------------- | ---------------------------------- | ----------------------------------- | ---------------------------------- | ---------------------------------- | ---------------------------------- | ---------------------------------- | ---------------------------------- | ---------------------------------- |
| 1er                                | 10 septembre 2019                  | Stade Robert-Diochon, Rouen         | Match amical                       | 1 - 2                              | Tunisie                            | 75e                                | 0 - 2                              | 3e                                 |
| 2e                                 | 24 septembre 2022                  | Stade Robert-Diochon, Rouen         | Match amical                       | 2 - 1                              | Togo                               | 60e                                | 1 - 0                              | 7e                                 |
| 3e                                 | 27 septembre 2022                  | Stade de la Licorne, Amiens         | Match amical                       | 3 - 1                              | Guinée                             | 45+1e                              | 3 - 0                              | 8e                                 |
| 4e                                 | 17 novembre 2023                   | Stade Alassane-Ouattara, Abidjan    | Éliminatoires CDM 2026             | 9 - 0                              | Seychelles                         | 60e                                | 5 - 0                              | 11e                                |
| 5e                                 | 20 novembre 2023                   | Stade Benjamin Mkapa, Dar es Salam  | Éliminatoires CDM 2026             | 0 - 2                              | Gambie                             | 85e                                | 0 - 3                              | 12e                                |
| 6e                                 | 13 janvier 2024                    | Stade Alassane-Ouattara, Abidjan    | Coupe d'Afrique 2023               | 2 - 0                              | Guinée-Bissau                      | 4e                                 | 1 - 0                              | 14e                                |
| 7e                                 | 7 juin 2024                        | Stade Amadou-Gon-Coulibaly, Korhogo | Éliminatoires CDM 2026             | 1 - 0                              | Gabon                              | 36e                                | 1 - 0                              | 21e                                |

## Palmarès

### En club
Avec le RC Lens, Seko Fofana est vice-champion de France en 2023.
Avec l'Al-Nassr FC, il est vainqueur de la Coupe arabe des clubs champions en 2023.

### En sélection nationale
Avec la Côte d'Ivoire, Seko Fofana remporte la Coupe d'Afrique des nations en 2023.
| RC Lens                           | Al-Nassr FC (1)                                        | Côte d'Ivoire (1)                                  |
| --------------------------------- | ------------------------------------------------------ | -------------------------------------------------- |
| - Ligue 1 - Vice-Champion : 2023. | - Coupe arabe des clubs champions : - Vainqueur : 2023 | - Coupe d'Afrique des nations : - Vainqueur : 2023 |

### Distinctions individuelles
- Trophée du joueur du mois UNFP en septembre 2021[47].
- Élu dans l'équipe-type de la Ligue 1 lors des Trophées UNFP 2022[48] et 2023[15].
- Prix Marc-Vivien Foé du meilleur joueur africain de Ligue 1 de la saison 2021-2022[49].
- Élu joueur du mois du RC Lens en janvier 2021.